# Gypona mediata
Gypona mediata är en insektsart som beskrevs av Caldwell 1952 . Gypona mediata ingår i släktet Gypona och familjen dvärgstritar. Inga underarter finns listade i Catalogue of Life.